# Kunjaban
Kunjaban is een census town in het district West-Tripura van de Indiase staat Tripura. 

## Demografie
Volgens de Indiase volkstelling van 2001 wonen er 7352 mensen in Kunjaban, waarvan 59% mannelijk en 41% vrouwelijk is. De plaats heeft een alfabetiseringsgraad van 79%. 